# Yunis Abdelhamid
Yunis Abdelhamid (arabisch يونس عبد الحميد, DMG Yūnus ʿAbd al-Ḥamīd; * 28. September 1987 in Montpellier) ist ein marokkanisch-französischer Fußballspieler, der aktuell bei AS Saint-Étienne in der Ligue 1 spielt.

## Karriere

### Verein
Abdelhamid begann seine fußballerische Laufbahn bei Montpellier Arceaux. Anschließend spielte er bis 2005 beim Stadtrivalen ASPTT Montpellier. Im Sommer 2005 wechselte er schließlich zur AS Lattes. Nach sechs Jahren, im Alter von 23 Jahren wurde er vom Zweitligisten AC Arles-Avignon verpflichtet. Dort debütierte er Ende des Jahres (17. Spieltag) gegen den CS Sedan bei einem 0:0-Unentschieden in der Startelf in der Ligue 2 und damit im Profibereich. Zwei Monate darauf stand er gegen die AS Monaco erneut in der Startelf und konnte bei dem 2:1-Sieg ein wichtiges und zudem sein erstes Tor überhaupt erzielen. Nach anfänglichen Schwierigkeiten entwickelte er sich in Südfrankreich zum Stammspieler und kam in der Saison 2011/12 zu 18 Einsätzen für das Profiteam. 2012/13 festigte er seinen Stammplatz und konnte in 39 Saisoneinsätzen zweimal treffen. Auch in der Folgesaison war er gesetzt und spielte 35 Mal in der französischen Zweitklassigkeit, wobei er zwei Tore schoss.
Daraufhin verließ er Arles im Sommer 2014 und unterschrieb zunächst beim Aufsteiger Luzenac Ariège Pyrénées. Nachdem der Ligaverband diesem Klub die Teilnahme an der Ligue 2 verweigerte und auch die dritte Liga – ohne Luzenac – bereits den Spielbetrieb aufgenommen hatte, wurden sämtliche Spielerverträge obsolet. Abdelhamid wechselte zum Absteiger FC Valenciennes. Auch hier war er absolut gesetzt und spielte jedes Ligaspiel der Saison 2014/15 und zudem alle Partien in den beiden Pokalwettbewerben, wobei er insgesamt einmal traf. In der Spielzeit 2015/16 kam er dann 35 Mal zum Zug, wobei er zweimal treffen konnte.
Im Sommer 2016 verließ er Valenciennes wieder und wechselte in die Ligue 1 zum FCO Dijon. Direkt am ersten Spieltag der Saison 2016/17 stand er bei der 0:1-Niederlage gegen den FC Nantes das erste Mal in der höchsten französischen Spielklasse auf dem Platz. Im Osten Frankreichs konnte er sich jedoch nicht durchsetzen und spielte nur in 18 von 38 möglichen Partien in der Meisterschaft.
Daraufhin verließ er den Verein nach nur einem Jahr wieder und kehrte in die Ligue 2 zurück, wo er bei Stade Reims unterschrieb. Hier fand er zu alter Stärke zurück und konnte am 26. Spieltag gegen den GFC Ajaccio sogar einen Doppelpack erzielen, womit er den 2:1-Sieg seiner Mannschaft sichern konnte. Abdelhamid war mit 35 Einsätzen und vier Toren somit einer der Schlüsselspieler beim Gewinn der Zweitligameisterschaft und dem damit verbundenen Aufstieg in die Ligue 1. Im Februar 2018 wurde er für drei Tore in vier Partien als Innenverteidiger auch zum Spieler des Monats der Ligue 2 gewählt und stand am Ende der Spielzeit im Team der Saison. In der Saison 2018/19 spielte er weiterhin eine Schlüsselrolle und stand jede einzelne Minute der Ligue-1-Saison auf dem Platz. Am zehnten Spieltag der Folgespielzeit schoss er bei einem 1:0-Sieg über den HSC Montpellier das Siegtor und sein erstes Tor in der Ligue 1. Er spielte erneut jede Minute der 28 Ligaspiele, traf dabei dreimal und lief bereits einige Male als Mannschaftskapitän auf. Im April 2020 verlängerte er in Reims seinen Vertrag bis Juni 2022. Beim letzten Spiel der Saison stellte er den Rekord von Daniel Congré ein und bestritt sein 66. Ligue-1-Spiel in Folge. Am ersten Spieltag der Folgesaison wurde er alleiniger Rekordhalter. Neben der gescheiterten Europa-League-Qualifikation lief Abdelhamid in der Spielzeit 2020/21 33 Mal auf und schoss erneut drei Tore. Zur Saison 2021/22 wurde er endgültig zum Kapitän des Teams und bestritt 34 Ligaspiele und schoss dabei zwei Tore. Im April 2022 verlängerte er seinen auslaufenden Vertrag erneut um zwei Jahre, bis Juni 2024. Nach Ablauf diesem schloss er sich dem Ligarivalen und Aufsteiger AS Saint-Étienne an.

### Nationalmannschaft
Am 4. September 2016 debütierte Abdelhamid in der Afrika-Cup-Qualifikation bei einem 2:0-Sieg über São Tomé und Príncipe für die marokkanische A-Nationalmannschaft, als er direkt über 90 Minuten spielte. Nach einem weiteren Einsatz in einem Freundschaftsspiel gegen Kanada wurde er zunächst zwei Jahre lang nicht mehr berufen. Anfang 2019 war er jedoch wieder im Team und war im Kader für den Afrika-Cup 2019, wurde jedoch in keinem der Spiele eingesetzt. Nach insgesamt elf Länderspieleinsätzen war für ihn Ende 2020 vorerst Schluss in der Nationalmannschaft, doch seit Oktober 2023 spielt Abdelhamid wieder für die Auswahl.

## Erfolge
Stade Reims
- Französische Zweitligameister und Aufstieg in die Ligue 1: 2018

Individuell
- Bester Spieler des Monats der Ligue 2: Februar 2018
- Team der Saison der Ligue 2: 2017/18